# Captain Tsubasa: Rise of New Champions
Captain Tsubasa: Rise of New Champions é um videogame de futebol desenvolvido pela Tamsoft e produzido pela empresa japonesa Bandai Namco Entertainment. É baseado no mangá e anime Captain Tsubasa (Super Campeões no Brasil). Foi lançado em 28 de agosto de 2020 no PlayStation 4, Nintendo Switch e Microsoft Windows.

## Anúncio
O videogame foi anunciado pela Bandai Namco em sua conta oficial no Twitter em 21 de janeiro de 2020. Um trailer do jogo foi visto no anúncio. As plataformas em que está disponível são PlayStation 4, Nintendo Switch e PC.